# Javier Moscoso del Prado y Muñoz
Javier Moscoso del Prado y Muñoz (castellà: Javier Moscoso)  (Logronyo, 17 d'octubre de 1934 - Xàbia, 17 de juliol de 2025) fou un polític i jurista espanyol, Ministre de la Presidència en el primer govern presidit per Felipe González.

## Biografia
Va néixer el 7 d'octubre de 1934 a la ciutat de Logronyo. Va estudiar dret a la Universitat de Saragossa i posteriorment es diplomà en dret comparat a la Universitat d'Estrasburg. L'any 1958 va iniciar la carrera judicial i fiscal, aconseguint esdevenir fiscal del Tribunal Suprem d'Espanya. Va ser membre del Consell General del Poder Judicial entre 1996 i 2001 i després va presidir l'Editorial Aranzadi, especialitzada en publicacions jurídic-legals.
Membre de la Unió de Centre Democràtic (UCD), en les eleccions generals de 1979 fou escollit diputat al Congrés en representació de Navarra. L'any 1982 fou novament elegit diputat al Congrés, aquest cop en representació de la circumscripció de Madrid i pel Partit Socialista Obrer Espanyol (PSOE) i el 1986 aconseguir ser novament elegit diputat, en representació de la província de Múrcia.
En la formació del seu primer govern, Felipe González el nomenà Ministre de la Presidència l'any 1982, càrrec que desenvolupà fins a finals de la legislatura.
El seu fill, Juan Moscoso del Prado, va ser escollit en les eleccions de 2008 i va ser diputat del Congrés pel PSN-PSOE.